# Stefan Cohn-Vossen
Stefan Cohn-Vossen (ur. 28 maja 1902 we Wrocławiu, zm. 25 czerwca 1936 w Moskwie) – matematyk, najbardziej znany ze współpracy z Davidem Hilbertem przy książce z 1932 roku Anschauliche Geometrie, przetłumaczonej m.in. na język angielski jako Geometry and the Imagination oraz na język polski jako Geometria poglądowa. Jego imieniem została nazwana transformacja Cohn-Vossena.

## Życiorys
Urodził się we Wrocławiu. W roku 1924 napisał rozprawę doktorską na  Uniwersytecie Wrocławskim. W roku 1930 został profesorem na Uniwersytecie Kolońskim.
W 1933 roku w ramach nazistowskiego ustawodawstwa rasowego zabroniono mu wykładać, ponieważ był Żydem. W 1934 wyemigrował do ZSRR, z pomocą Hermana Müntza. Nauczał tam na Uniwersytecie Leningradzkim. Zmarł w Moskwie na zapalenie płuc.